# 대덕초등학교 (충남)
대덕초등학교(大德初等學校)는 대한민국 충청남도 당진시에 있는 공립 초등학교이다.

## 연혁
- 2021년 3월 1일 : 개교